# Flaga Chińskiej Republiki Ludowej
Flaga Chińskiej Republiki Ludowej – jeden z symboli państwowych Chińskiej Republiki Ludowej.

## Wygląd i symbolika

### Wygląd
Flaga to czerwony prostokąt o proporcjach 2:3. W lewym górnym rogu znajduje się złota duża gwiazda i cztery mniejsze gwiazdki tego samego koloru wskazujące na większą, tworzące razem łuk. 

### Symbolika
Czerwony kolor tła flagi jest symbolem rewolucji, ale odnosi się także do tradycyjnego użycia czerwieni przez Chińczyków i symboliki dynastii Han. Pięć gwiazd stanowi nawiązanie do tradycyjnego znaczenia tej liczby w chińskiej filozofii. Opublikowana przez rząd symbolika mówiła, że cztery mniejsze gwiazdy, z których każda wskazuje na większą gwiazdę, wokół której są ułożone, reprezentują jedność czterech klas społecznych narodu chińskiego – rolników, żołnierzy, inteligencji i drobnej burżuazji – wokół socjalistycznych idei KPCh; obecnie jednak oficjalna interpretacja opisuje dużą gwiazdę jako uosobienie Chin, a małe gwiazdki – mniejszości w państwie.  

## Historia
Pierwsza w historii flaga państwowa Chin została przyjęta za czasów panowania dynastii Qing, w 1872 roku. Była żółta (kolor ten był symbolem dynastii), z niebieskim smokiem na środku. Rewolucja z 1911 roku i ustanowienie Republiki doprowadziły jednak do jej zmiany w 1912 roku. Nowa flaga była podzielona na  pięć poziomych pasów: czerwony, żółty, niebieski, biały, czerwony i czarny. Każdy z tych kolorów reprezentował inny naród: czerwony był symbolem Chińczyków Han, żółty – Mandżurów, niebieski – Mongołów, biały – Tybetańczyków, a czarny – Hui. 
Po zwycięstwie w wojnie domowej rząd Mao Zedonga opublikował ogłoszenie w kilku dużych gazetach, zachęcające do przesyłania propozycji symboli. W nieco ponad miesiąc rząd otrzymał ich 2992.
Zwycięski wzór został oficjalnie wprowadzony 1 października 1949 roku.

## Historyczne wersje flagi[a]

flaga dynastii Qing w latach 1862–1889
flaga dynastii Qing w latach 1874–1912
flaga Republiki Chińskiej w latach 1912–1928
Flaga Cesarstwa Chińskiego w latach 1915–1916
Flaga Republiki Chińskiej od 28 października 1928; rząd republiki panował nad Chinami kontynentalnymi do 1949 roku, a aktualnie kontynuuje rządy na Tajwanie
Flaga Chińskiej Republiki Rad w latach 1931–1937
Flaga Ludowego Rządu Fujian(inne języki) w latach 1933–1934
Flaga marionetkowego japońskiego rządu Wang Jingwei'a z czasów II wojny japońsko-chińskiej w latach 1940–1943